# Барышев, Владимир Леонидович
Владимир Леонидович Барышев (род. 10 января 1960, Соколка, Мамадышский район, Татарская АССР, РСФСР, СССР) — советский и российский футболист, полузащитник. В высшей лиге России сыграл 17 матчей, забил 1 гол. Мастер спорта.

## Биография
Воспитанник челнинского футбола, выступал во второй лиге СССР за «Турбину» и казанский «Рубин», с 1989 года играл за другой челнинский клуб — «Торпедо» (позднее ставший «КАМАЗом»).
В 1992 году в составе «КАМАЗа» стал победителем зонального турнира первой лиги России. 13 марта 1993 года он забил первый в истории гол «КАМАЗа» в высшей лиге в матче против «Уралмаша» (3:1). Сыграв всего два матча, Барышев отправился в фарм-клуб «КамАЗавтоцентр», где с середины сезона был играющим тренером, следующие два года провёл в аренде в «Нефтехимике» и «Рубине».
В 1996 году Владимир вернулся в основной состав «КАМАЗа», сыграл за сезон 15 матчей в высшей лиге и принял участие в матчах Кубка Интертото. На следующий сезон он решил завершить карьеру и вошёл в тренерский штаб команды, но в 1999 году, когда «КАМАЗ» вылетел во второй дивизион, на один сезон вернулся на поле.
После окончания карьеры Владимир работал в тренерском штабе Юрия Газзаева в «КАМАЗе», возглавлял команду «КАМАЗ-2»/«КАМАЗ-М», с которой выигрывал чемпионат и Кубок Республики Татарстан, работал тренером-преподавателем в РЦПФ ФК «КАМАЗ» и СК «КАМАЗ». В 2017—2019 годах — главный тренер команды «Строитель» (Набережные Челны) (в 2018—2019 годах — юношеская команда). В 2022 году — главный тренер команд «Алабуга» (Елабуга, 1-я лига первенства Татарстана) и «Строитель» (Набережные Челны, 2-я лига первенства Татарстана).